# Мартін Еміс
Мартін Луїс Еміс (англ. Martin Louis Amis; 25 серпня 1949 — 19 травня 2023) — англійський письменник.
Син відомого письменника Кінгслі Еміса.
Твори: «Папери Рашелі» (1974), «Гроші» (1984), «Поля Лондона» (1989), «Стріла часу» (1991).
Відмітний стиль Еміса вплинув на покоління авторів, включаючи Віла Селфа і Зейді Сміта. Його останні твори освітили сучасні моральні і геополітичні проблеми, зокрема Голокост, Комуністичну Росію, 9/11 і Ісламізм.